# West Sea

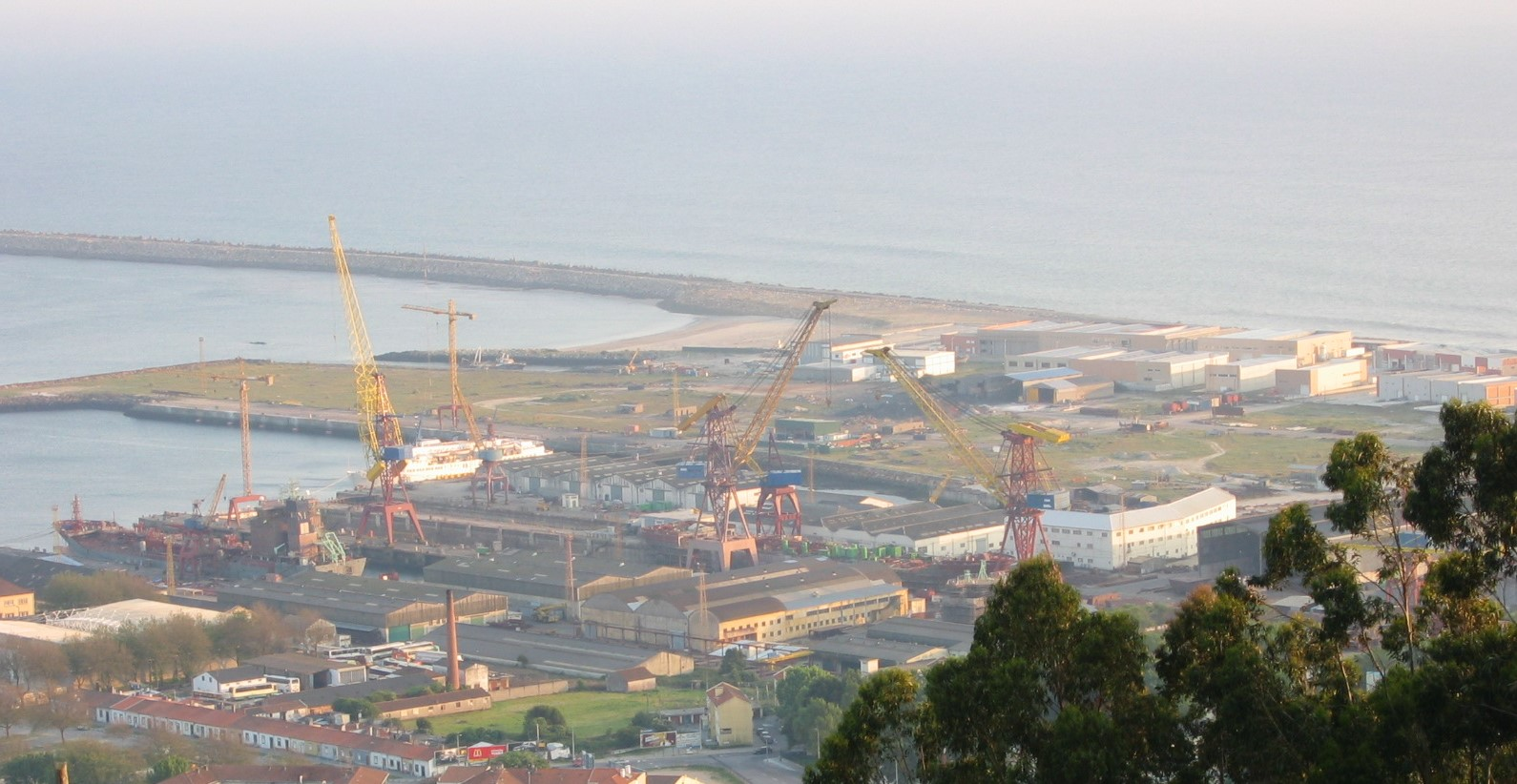
Das Gelände der früheren Estaleiros Navais de Viana do Castelo, seit 2013 West Sea

West Sea Estaleiros Navais ist eine 2013 von der portugiesischen Martifer Group gegründete Werft in der Stadt Viana do Castelo, die das Gelände der früheren Werft Estaleiros Navais de Viana do Castelo gepachtet hat. Schwerpunkte sind Reparaturen, Umbauten sowie Neubauten von Passagierschiffen und Marinefahrzeugen.

## Geschichte
Nach der Schließung der Estaleiros Navais de Viana do Castelo im Jahr 2013 – und vor der formalen Auflösung von 2018 – wurden das Gelände und die bestehende Infrastruktur nach einer öffentlichen Ausschreibung an das Metallbauunternehmen Martifer Group vergeben. Dieses strebte mit der Gründung der Werft eine Ausweitung ihrer Geschäftsfelder an. Der Unterkonzessionsvertrag zu Gelände und Infrastruktur hat eine Laufzeit bis 2031, für die das Unternehmen jährlich 415.000 Euro zahlt. Mit der Betriebsaufnahme 2014 übernahm West Sea auch einen Teil der Mitarbeiter der früheren Werft. Lediglich in der Darstellung ihres Leistungsportfolios und der Referenzen greift West Sea auf Daten der Vorgängerwerft zurück.
Im gleichen Jahr schloss die Werft den ersten Vertrag über einen Schiffsneubau, 2015 gefolgt von prestigeträchtigen Aufträgen der portugiesischen Marine zum Bau von zwei weiteren Hochseepatrouillenbooten der Viana-do-Castelo-Klasse, der NRP Sines (P362) und der NRP Setúbal (P363). Schwerpunkt der Neubauten waren zunächst Flusskreuzfahrtschiffe für den portugiesischen Markt, von denen die Werft mit der Scenic Azure 2016 das erste Schiff der Werft ablieferte und bis 2020 etwa 10 Schiffe baute. Außerhalb dieser beiden Segmente hat die Werft mit der José Duarte 2018 einen Hopperbagger abgeliefert. 2019 baute die Werft erstmals ein hochseegängiges Passagierschiff: Die World Explorer war zu diesem Zeitpunkt das erste große Passagierschiff und mit 126 Metern Länge bzw. 9300 BRZ gleichzeitig das größte in Portugal gebaute Schiff.
Hauptbetätigungsfeld der Werft war von der Betriebsaufnahme an die Reparatur und Umbauten von Schiffen. Mit Stand 2019 hat die West Sea nach eigenen Angaben rund 200 Schiffe repariert. Dazu kommen für diesen Zeitraum 16 Neubauten. Die Werft beschäftigte zu diesem Zeitpunkt rund 1200 Arbeiter. Damit ist sie eine der größten Werften des Landes.

## Infrastruktur
Das Gelände von West Sea umfasst eine Fläche von 250.000 Quadratmetern und kann Schiffe mit einer Länge von bis zu 190 Metern und einer Breite von 29 Metern bzw. von bis zu 37.000 Tonnen aufnehmen. Die Anlagen von West Sea befinden sich im Hafengebiet von Viana do Castelo und umfassen ein Trockendock mit 203 Metern Länge und 32 Metern Breite, ein zweites mit 127 Metern Länge und 18 Metern Breite, eine Konstruktions-Plattform mit 140 × 30 Metern, zwei Ausrüstungskais mit je 190 Metern und eine Slipanlage mit 120 × 40 Metern. Dazu verfügt die Werft über insgesamt acht Kränen, deren Tragfähigkeit von 10 bis 100 Tonnen reicht.

## Neubauten der Werft
- 2016: Scenic Azure, Flusskreuzfahrtschiff für Scenic Cruises[7]
- 2016: Viking Osfrid, Flusskreuzfahrtschiff für Douro Azul[8]
- 2017: Douro Serenity, Flusskreuzfahrtschiff für Douro Azul[9]
- 2017: Douro Elegance, Flusskreuzfahrtschiff für Douro Azul[10]
- 2017: Emerald Radiance, Flusskreuzfahrtschiff für Scenic Cruises[11]
- 2018: Douro Splendor; Flusskreuzfahrtschiff für Douro Azul[10]
- 2018: José Duarte, Hopperbagger für portug. Reederei Inersel[12]
- 2018: NRP Sines (P362), Hochseepatrouillenboot der Viana-do-Castelo-Klasse
- 2018: Amadouro; Flusskreuzfahrtschiff für Tenderness Winds[13]
- 2019: NRP Setúbal (P363), Hochseepatrouillenboot der Viana-do-Castelo-Klasse
- 2019: World Explorer, Kreuzfahrtschiff für Mystic Cruises[1]
- 2019: Arosa Alva; Flusskreuzfahrtschiff für A-Rosa Flussschiff[14]
- 2019: Viking Helgrim; Flusskreuzfahrtschiff für International Mystic Sales[15]
- 2020: World Voyager, Kreuzfahrtschiff für Mystic Cruises[1]
- 2021: World Navigator, Kreuzfahrtschiff für Mystic Cruises[1]
- 2022: World Traveller, Kreuzfahrtschiff für Mystic Cruises[1]
- 2022: World Seeker, Kreuzfahrtschiff für Mystic Cruises[1]
- 2023: World Adventurer, Kreuzfahrtschiff für Mystic Cruises[1]
- 2023: World Discoverer, Kreuzfahrtschiff für Mystic Cruises[1]